# Rafael Pi Belda
Pour les articles homonymes, voir Belda.
 (novembre 2023).
La mise en forme du texte ne suit pas les recommandations de Wikipédia : il faut le « wikifier ».
Les points d'amélioration suivants sont les cas les plus fréquents. Le détail des points à revoir est peut-être précisé sur la page de discussion.
- Les titres sont pré-formatés par le logiciel. Ils ne sont ni en capitales, ni en gras.
- Le texte ne doit pas être écrit en capitales (les noms de famille non plus), ni en gras, ni en italique, ni en « petit »…
- Le gras n'est utilisé que pour surligner le titre de l'article dans l'introduction, une seule fois.
- L'italique est rarement utilisé : mots en langue étrangère, titres d'œuvres, noms de bateaux, etc.
- Les citations ne sont pas en italique mais en corps de texte normal. Elles sont entourées par des guillemets français : « et ».
- Les listes à puces sont à éviter, des paragraphes rédigés étant largement préférés. Les tableaux sont à réserver à la présentation de données structurées (résultats, etc.).
- Les appels de note de bas de page (petits chiffres en exposant, introduits par l'outil «  Source ») sont à placer entre la fin de phrase et le point final[comme ça].
- Les liens internes (vers d'autres articles de Wikipédia) sont à choisir avec parcimonie. Créez des liens vers des articles approfondissant le sujet. Les termes génériques sans rapport avec le sujet sont à éviter, ainsi que les répétitions de liens vers un même terme.
- Les liens externes sont à placer uniquement dans une section « Liens externes », à la fin de l'article. Ces liens sont à choisir avec parcimonie suivant les règles définies. Si un lien sert de source à l'article, son insertion dans le texte est à faire par les notes de bas de page.
- La présentation des références doit suivre les conventions bibliographiques. Il est recommandé d'utiliser les modèles {{Ouvrage}}, {{Chapitre}}, {{Article}}, {{Lien web}} et/ou {{Bibliographie}}. Le mode d'édition visuel peut mettre en forme automatiquement les références.
- Insérer une infobox (cadre d'informations à droite) n'est pas obligatoire pour parachever la mise en page.

Pour une aide détaillée, merci de consulter Aide:Wikification.
Si vous pensez que ces points ont été résolus, vous pouvez retirer ce bandeau et améliorer la mise en forme d'un autre article.
Rafael Pi Belda (né à Valence le 25 janvier 1929 - mort ibidem le 3 avril 2012) est un sculpteur espagnol. Il suit des études de Beaux-Arts à Valence où il devient l'élève d'Enrique Giner et de Carmelo et Octavio Vicent. Après avoir terminé ses études de Beaux-Arts, il poursuit des études d'art à Madrid avec Enrique Pérez Comendador et José Ortells López. Le caractère de son œuvre est fondamentalement figuratif.

## Biographie
Rafael Pi Belda naît à Valence le 25 janvier 1929. Son enfance se passe dans le centre historique de la ville, dans la place du Miguelete, à côté de la Cathédrale. Il grandit au sein d'une famille d'artisans. Son père est restaurateur de meubles et sa mère joue un rôle très important dans son initiation aux Beaux-Arts. Dans les mots de l'artiste : « Autour de la Cathédrale il y avait beaucoup d'ateliers d'imagerie religieuse et, en sortant de l'école, je passais beaucoup de temps à observer l'exécution des œuvres. A douze ans, ma mère m'a inscrit au cours de Dessin Artistique de l'École du Corps de métier de Maîtres Menuisiers ».

### Formation
A l'âge de seize ans, il rejoint l'atelier du maître sculpteur Carmelo Vicent où il apprend les techniques du modelage, la taille et le relief afin de préparer sont concours d'entrée à l'École Supérieure de Beaux-Arts de San Carlos de Valence. Entre 1947 (âgé de dix-huit ans) et 1952, il se spécialise en sculpture dans cette école où il a comme professeurs, entre autres, Octavio Vicent, Carmelo Vicent, Enrique Giner et Manuel Beltrán.
En 1952, après avoir fini ses études à l'École Supérieure de Beaux-Arts de Valence, il remporte une bourse du concours de la Province de Valence qui lui permet d'élargir ses études à Madrid et à Rome.
A l'Académie Royale de Beaux-Arts de Saint Ferdinand de Madrid, il suit les cours de modelage d'après modèle vivant du professeur Enrique Pérez Comendador. Pendant son séjour à Madrid, il travaille aussi dans l'atelier de sculpture de José Ortells López et participe à divers expositions, entre elles la première exposition de Printemps à l'air libre .
En 1957 il part à Rome, toujours grâce à la bourse octroyée par la province de Valence. Il poursuit ses études à Milan, Florence, Pise et Venise où il étudie les grands œuvres de l'ancienneté classique, de la Renaissance et du Baroque. À la fin de son séjour en Italie, il réalise, comme travail de fin d'études de sa bourse, un relief en bois d'Alfonse le Magnanime.

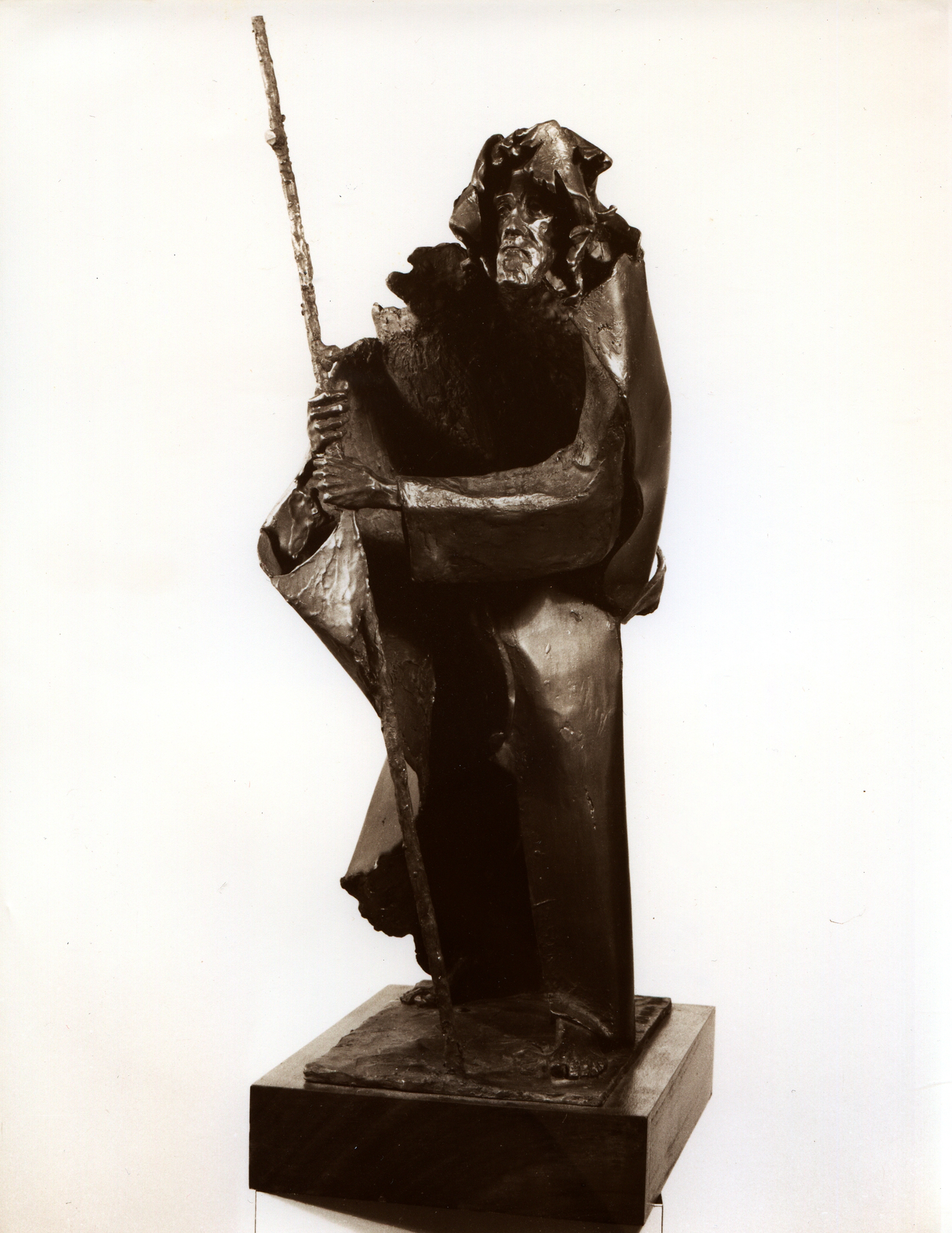
Caminante, Rafael Pi Belda (collection particulière de l'artiste).

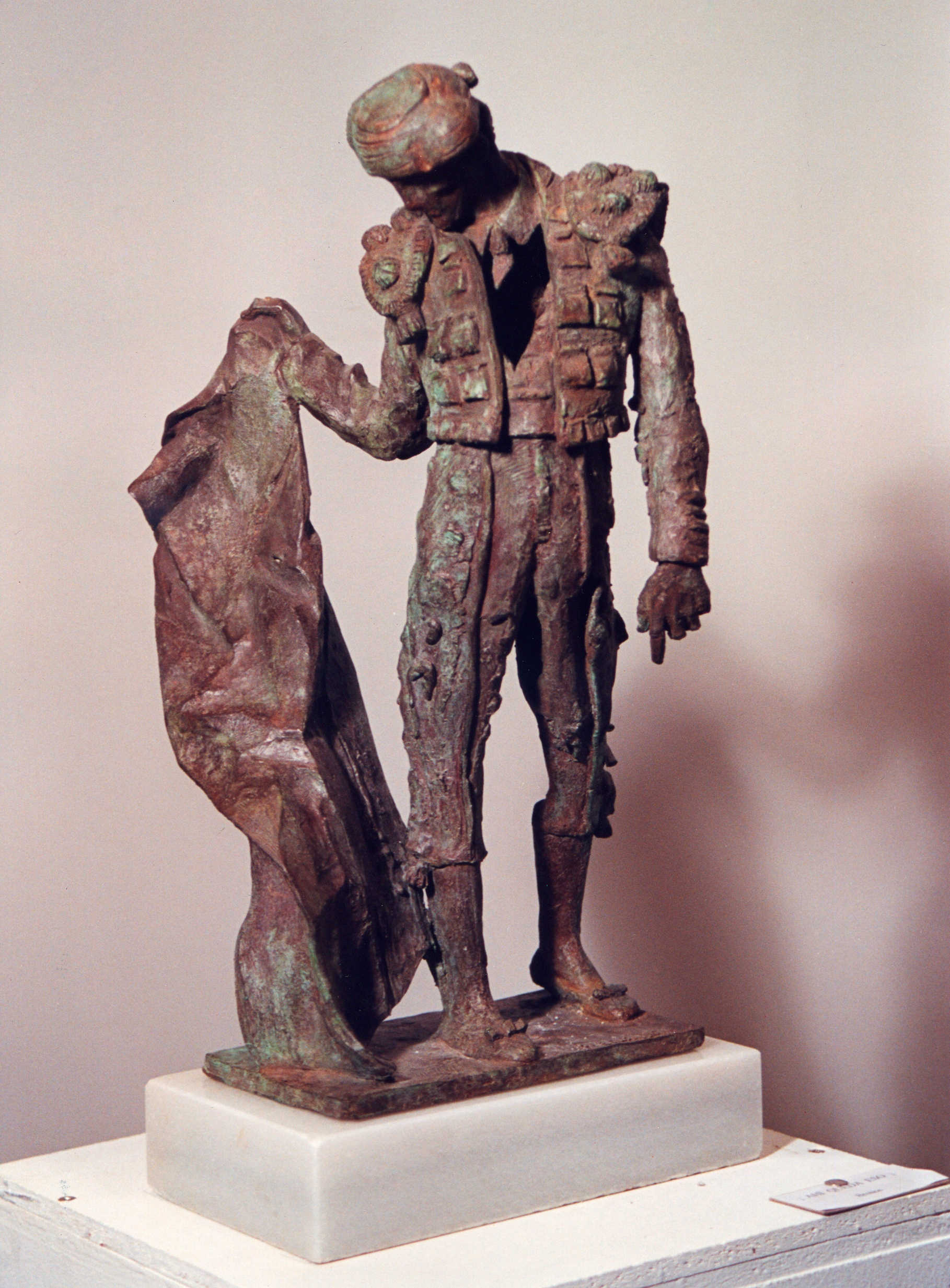
Ahí queda eso, Rafael Pi Belda (collection particulière).

### Trajectoire artistique, prix, reconnaissances et principales expositions
En 1962 il obtient la médaille d'or du IIIème Salon de Mars de Valence.
En 1976, il remporte le prix de sculpture de l'Université de Séville, lors de la XXVème Exposition d'Automne. En 1977 il obtient le prix de la Real Maestranza de Séville et en 1978 le prix du Cercle de Laboureurs de Séville, lors de ses XXVIème et XXVIIème éditions.
En 1980 il réalise la sculpture Le caminante, de 0,85 m de taille et réalisé en bronze, présentée lors de l'Exposition d'Art de Murcie, à Madrid.
En 1982 il obtient le Prix Nationale de Sculpture Numancia de la ville de Soria, grâce à son œuvre intitulée Torse Féminin.
En 1983 le Directeur du Musée Provincial de Beaux-Arts de Murcie, José Antonio Melgares, propose sa candidature au prix Prince des Asturies des Arts. La même année, il obtient le premier prix du Concours International de Sculpture de Mojácar, grâce à œuvre Le Berger.
En 1983 il commence une période où il réalise des sculptures de grande taille avec le monument Au maure et au chrétien installé à Caravaca de la Cruz (Murcie).
Pendant l'année scolaire 1986-87 il est nommé professeur de Dessin au lycée de Torrent (Valence) et jusqu'en 1994 il parallélise son métier de professeur de lycée et son travail de sculpteur. Pendant cette étape il reçoit des commandes pour la réalisation de monuments de grande taille de la part de différentes mairies, d'établissements religieux et de particuliers.
A partir de l'année 1997 son dévouement à l'art est total et il réalise un grand nombre de monuments de grande taille. Il expose ses travaux lors de nombreuses exposition dans de différentes provinces espagnoles. Celle réalisée à Bilbao, sur le thème de la tauromachie (représentations de toreros, picadores et chevaux) attire particulièrement l'attention de Lorenzo Berenguer Palau qui écrit à son propos : « Dans chacune de ses figures, on sent la tension, l'aplomb, le langage de rites et de postures, grâce au modelage en cire puis fontes bronze où le sculpteur a mis son âme et la personnalité du sujet représenté ».

## Commentaires sur son œuvre
Francisco Agramunt a écrit sur son style et technique: « Rafael Pi Belda est un sculpteur qui base son œuvre dans un travail qui cherche la continuité, une radicale honnêteté et une grande maîtrise technique. Parmi le sculpteurs de la deuxième moitié du XXème siècle, il est un indépendant qui a développé une technique particulière, au sein de laquelle il a évolué graduellement mais avec de la régularité, jusqu'à réussir un style impressionniste méditerranéen à grande maturité expressive, pas seulement du fait que son art est empreigné d'une nature classiciste, mais aussi du fait de son caractère et de son enracinement sentimental et émotif dans cette géographie côtière. Rafael évolue dans une sorte d'impressionnisme méditerranéen en élaborant des sculptures qui excellent grâce au jeu intelligent des emboîtements des forles, aux volumes ouverts et harmonioeux et à son impressionnante perfection technique. Sa maîtrise technique lui a permis d'aborder, avec le même succès, les compositions, les portraits, les monuments publics et l'imagerie religieuse. À travers l'observation de ses sculptures, qui attirent les spectateurs par sa beauté et qui sont à la fois cultes et populaires, on peut percevoir l'amour qu'il ressent pour les proportions, le jeu des volumes, l'harmonie des compositions et, en fin, l'amour de l'œuvre bien faite ».
Selon Cristina Gutiérrez-Cortínes « Rafael Pi maintient un équilibre entre la culture artistique traditionnelle et une ouverture vers la sculpture moderne, inscrite dans l'expressionnisme méditerranéen actuel. Ses thèmes sont souvent les personnages de la vie quotidienne, empreignés d'un ton nostalgique: des vieux, des mendiants, etc. en les approchant avec une attitude personnelle. L'emploi de la cire lui permet de modeler les figures et les étoffes comme si elles étaient des plaques molles adaptables que l'artiste perce, plie ou fait ressortir dans l'air; cela est l'une des principales ressources qu'il utilise pour amplifier et pour approfondir le sentiment qu'il enferme dans le bronze. Il déforme l'anatomie, il amaigrit les membres du corps, il casse la chair et il joue avec les étoffes en les disposant avec de la grandiloquence. Son œuvre, même celle de petite échelle, est dotée d'une monumentalité spéciale, conséquence de sa façon particulière de combiner la simplification des formes et des volumes compacts avec des éléments concrets, des références et des gestes où se concentre la force expressive ».
José Luis Melendreras Gimeno a écrit: « Son style est figuratif, académique, naturaliste-réaliste, avec une grand finition, précision et détail, en modelant ses figures en argile et en cire, pour ensuite les fondre en bronze ou les tailler en bois. Avec un langage expressionniste il cultive le portrait, la figure et les thèmes religieux, en soumettant ses œuvres aux distorsions et aux plis d'une marquée personnalité ». « Pi Belda est un sculpteur chez qui domine l'élaboration du dessin. Ses canons sont classiques et très bien finis. Un artiste qui confère à ses œuvres un énorme réalisme et une grande expression….Les modelages de ses sculptures sont superbes, très épurés en technique et en virtuosité. Les vêtements dans ses sculptures adhèrent au corps, en s'en écartant par l'action du vent ».

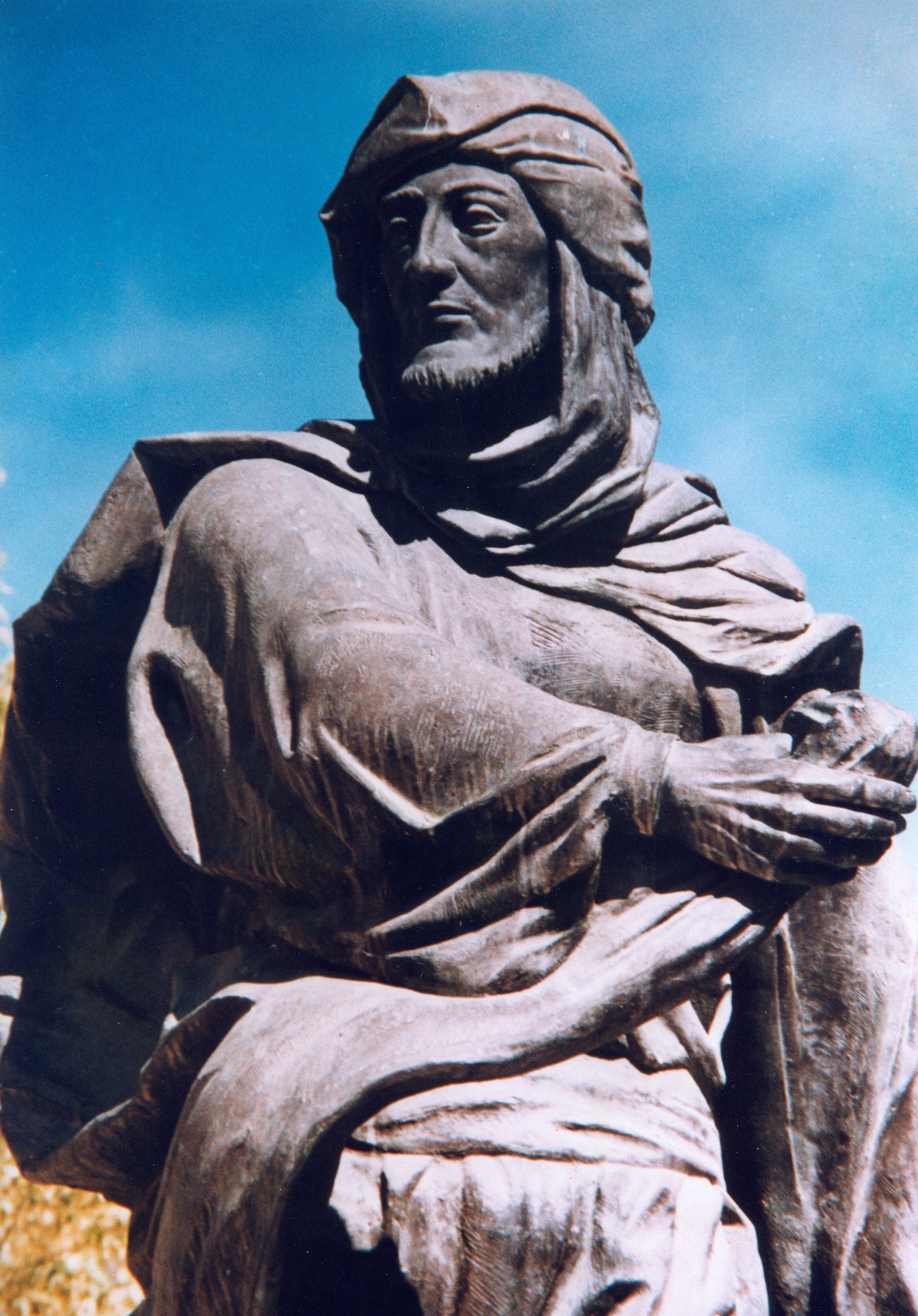
Al moro y al cristiano (détail du maure), Rafael Pi Belda (Caravaca de la Cruz, Murcie).

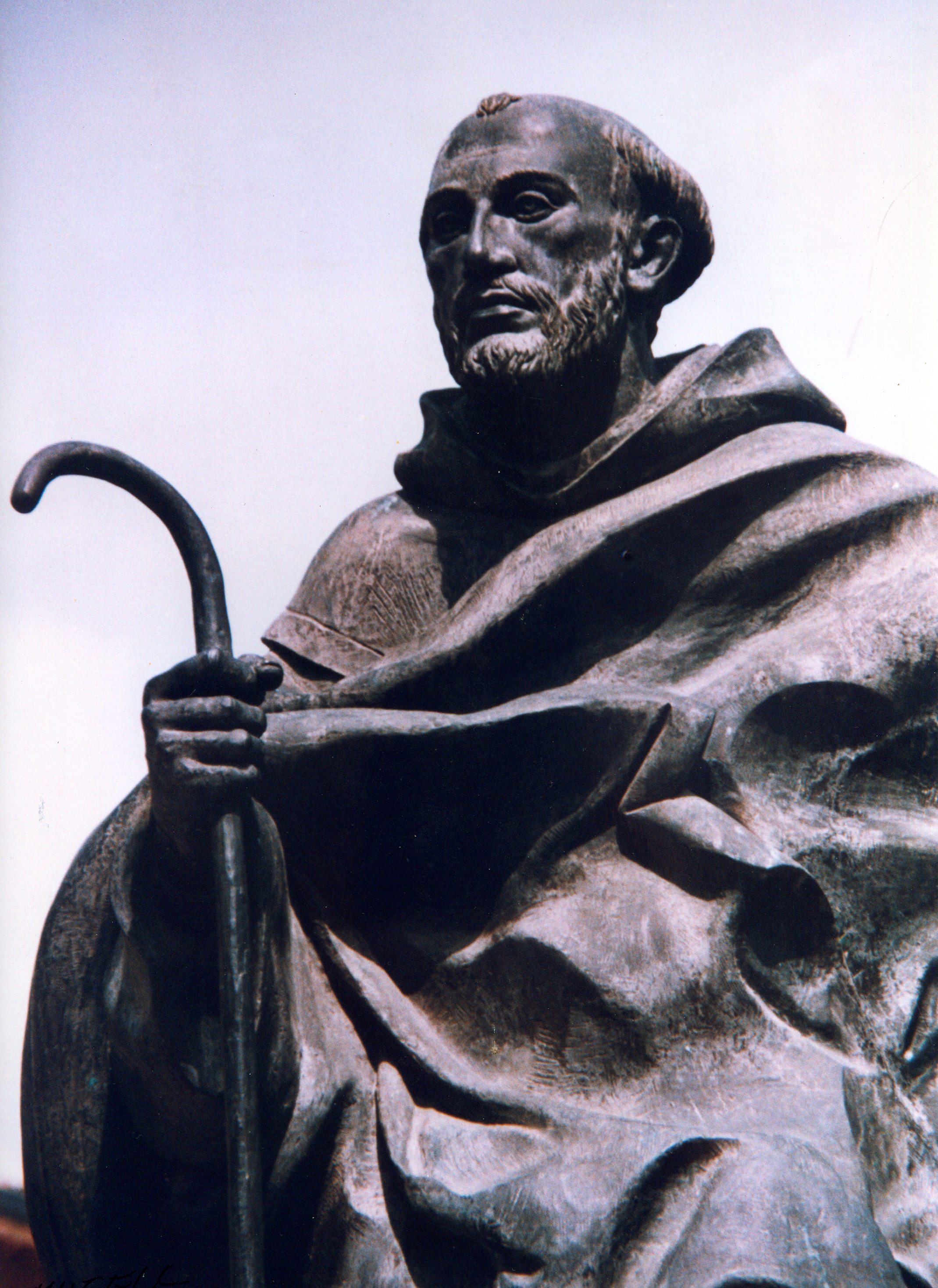
À San Juan de la Cruz (détail), Rafael Pi Belda (Caravaca de la Cruz, Murcie).

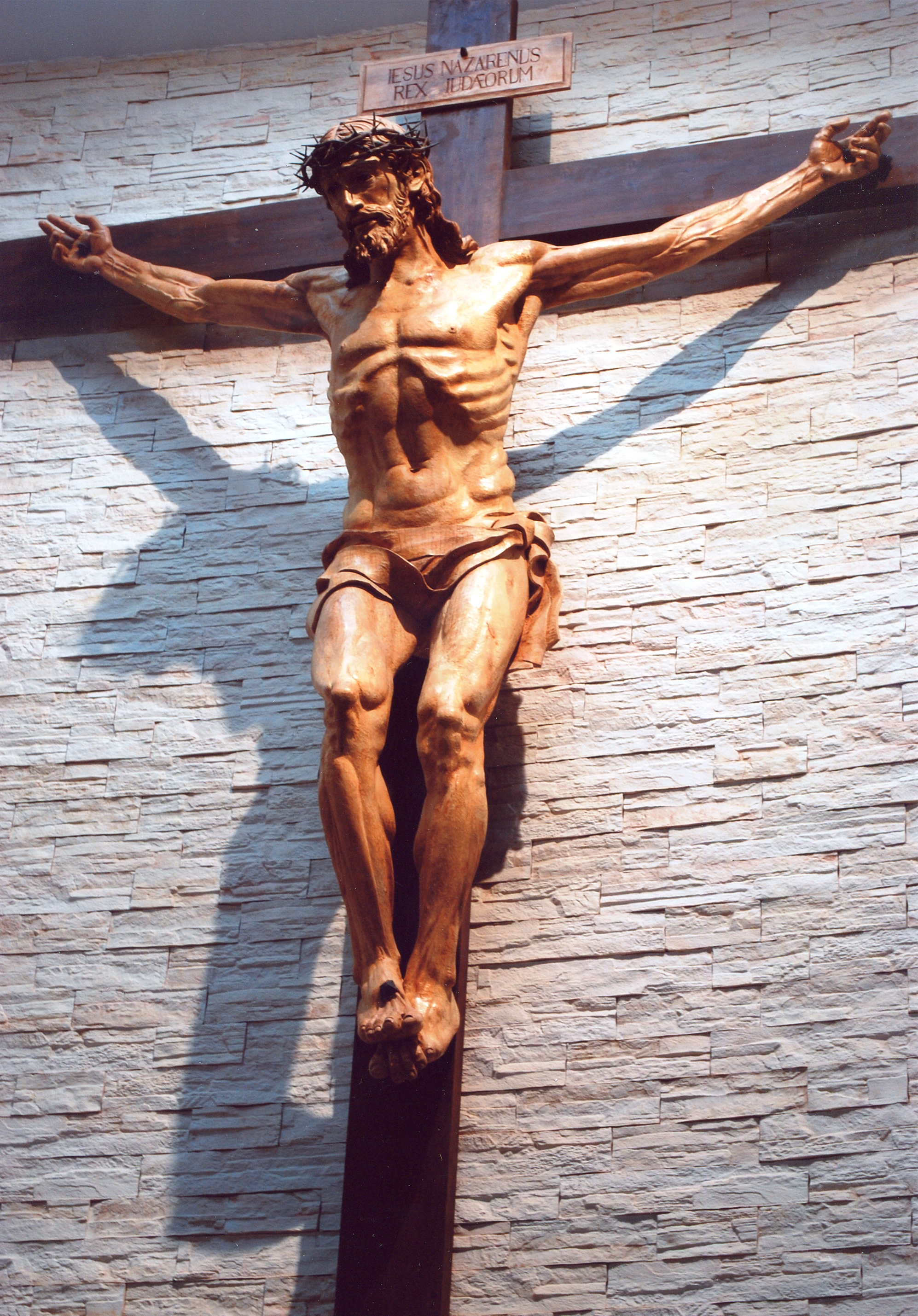
Cristo crucificado, Rafael Pi Belda (Paroisse de San Luis Obispo, Valence).

## Œuvre publique
- Monument Au maure et au chrétien, 1983, Caravaca de la Cruz (Murcie). Bronze. 2,20 m de hauteur. Il représente un maure et un chrétien de l'époque médiévale. Ce monument est conçu en hommage aux fêtes de Maures et Chrétiens mais aussi au passé historique et médiéval de Caravaca de la Cruz (Murcie) et de l'Espagne.

- Monument À Saint Jean de la Croix, 1986, Caravaca de la Cruz (Murcie). Bronze. 2,00 m de hauteur. Érigé à l'occasion du IVème centenaire de la fondation du couvent des Carmelitas Descalzos de Caravaca de la Cruz par Saint Jean de la Croix.

- Monument Al alpargatero, 1987, Cehegín (Murcie). Bronze. 2,20 m de hauteur. Représente un jeune assis, en train de confectionner des espadrilles, métier très enraciné dans la ville de Cehegín et qui a été décisif pour le développement économique de la ville[10].

- Théâtre Guerre Talía, 1990, Lorca (Murcie). Bronze. 0,85 m de hauteur.

- Monument au Comte de Floridablanca, 1992, Murcie. Bronze. 1,65 m de hauteur. I.Et.S. Floridablanca.

- Sculptures de petit format, dont une série de 30 sculptures sur le thème de la tauromachie, 1993-1996.

- Monument Aux tambours, 1997, Moratalla (Murcie). Bronze. 2,20 m de hauteur.

- Monument À l'agriculteur, 1998, Cehegín (Murcie). Bronze. 2,20 m de hauteur.

- Monument au IXème Comte d'Aranda, 1998, Alcora (Castellón). Bronze. 2,30 m de hauteur. Il a été le fondateur de la Fabrique Royale de Céramique de L'Alcora (Castellón) en 1727.

- Monument à Saint François d'Assise, 1998, L'Alcora|Alcora (Castellón). Bronze. 0,60 m.

- Monument au Granerer de Torrent, 1999, Torrent (Valence). Bronze. 2,20 m de hauteur. Figure représentative d'une activité déjà disparue (élaboration de balais) du village valencien de Torrent.

- Monument À la nazaréenne, 1999, Cehegín (Murcie). Bronze. 2,30 m de hauteur. Tribut à l'incorporation de la femme aux processions pasionales de Semaine Sainte.

- Via Crucis, 2000, Caravaca de la Cruz (Murcie). Bronze. 0,45 x 0,60 m (chacune des quatorze stations). Basilique Sanctuaire Royale de Vera Cruz de Caravaca.

- Monument Aux tambours, 2000, Mula (Murcie). Bronze. 2,30 m de hauteur. Tambours en train de jouer, en rivalisant, le traditionnel tambour dans la Semaine Sainte de Mula[11].

- Christ de la Vega, 2000, Calasparra (Murcie). Bronze. 2,30 m de hauteur. Situé dans la route qui relie Calasparra et Caravaca de la Cruz. Propriété Le Soto (Murcie). Christ crucifié.

- Monument Aux mères fondatrices des sœurs du Christ Crucifié, 2001, Murcie (Saint Ange). Bronze. 1,80 m.

- Roi Monsieur Jaime, 2001, Nules (Castellón). Bronze. 2,40 m de hauteur. Le monument représente le Roi  Jaime I le Conquérant, roi de Valence et de la Couronne d'Aragon.

- Au vin, 2001, Bullas (Murcie). Bronze. 2,20 m de hauteur[12].

- Œuvre commémorative de la concession par le Saint Siège du Jubilé perpétuel à la Basilique Sanctuaire Royale de Vera Cruz de Caravaca, 2001, Caravaca de la Cruz (Murcie). Bronze.

- Ecce Homo, 2002, Torrent (Valence). Bois policromada. 1,65 m de hauteur. Pas de Semaine Sainte de Torrent (Valence).

- Aux gens de la campagne, 2003, Torrent (Valence). Bronze. 2,20 m de hauteur.

- Au tuilier, 2003, Cehegín (Murcie). Bronze. 1,90 m de hauteur. Tribut au travail artisan de fabrication de la tuile mauresque.

- Au vénérable Fray Luis Amigó, 2004, Torrent (Valence). Bronze. 2,30 m de hauteur. Représentation du religieux, évêque et fondateur du mandat religieux des Terciarios Capuchinos.

- Pantocrátor, 2004, Gandía (Valence). Haut-relief en bois d'acajou, 5,00 x 3,00 m. pour l'Autel Majeur de la Paroisse de Christ Roi. Pantocrátor d'inspiration romane, enfermé dans la typique mandorle, entourée par les quatre symboles des évangélistes.

- Monument À la Beata Juana Maria Condesa Lluch, 2005, Valence. Bronze. 1,50 m de hauteur. Maison Generalicia des sœurs Esclaves de María Inmaculada.

- Aux Chevaux du Vin, 2007, Caravaca de la Cruz (Murcie). Bronze. 2,00 x 3,64 x 3,50 m. Monument composé par un cheval accompagné par quatre "caballistas". Il représente "La Course" (Fête "Les Chevaux du Vin", Caravaca de la Cruz), dans le dernier tronçon de la pente du Château, au pied des murailles du Sanctuaire de Vera Cruz[13].

- Saint-Antoine de Padoue, 2007, Gandía (Valence). Bois de tilleul, patiné, de 1,50 m de hauteur. Paroisse de Christ Roi.

- Beata Juana María Condesa Lluch avec enfant orante, 2008, Valence. Chapelle du Collège des Esclaves de María Inmaculada. Bois de bouleau, 1,50 m de hauteur.

- Christ Crucifié, 2009, Valence. Taille en bois de bouleau, couleur naturelle, 2,30 m de hauteur, sur une croix de bois de cyprès de 4,50 m de hauteur pour l'Autel Majeur de la Paroisse de Saint Louis l'Évêque à Valence.

- Saint Louis l'Évêque, 2009, Valence. Taille en bois de bouleau, couleur naturelle, pour la Paroisse de Saint Louis l'Évêque à Valence. Jeune Évêque en attitude d'intercession entre Christ et les fidèles. Situé à la droite de l'Autel Majeur.

- Beata Juana María Condesa Lluch, 2010, Almansa (Albacete). Bronze. 1,60 m de hauteur. Centre de spiritualité des sœurs Esclaves de Marie Immaculée.

- Als espardenyers, 2010, La Vila Vella (Castellón). Monument en bronze de 1,80 m de hauteur[14].

## Galerie d'images

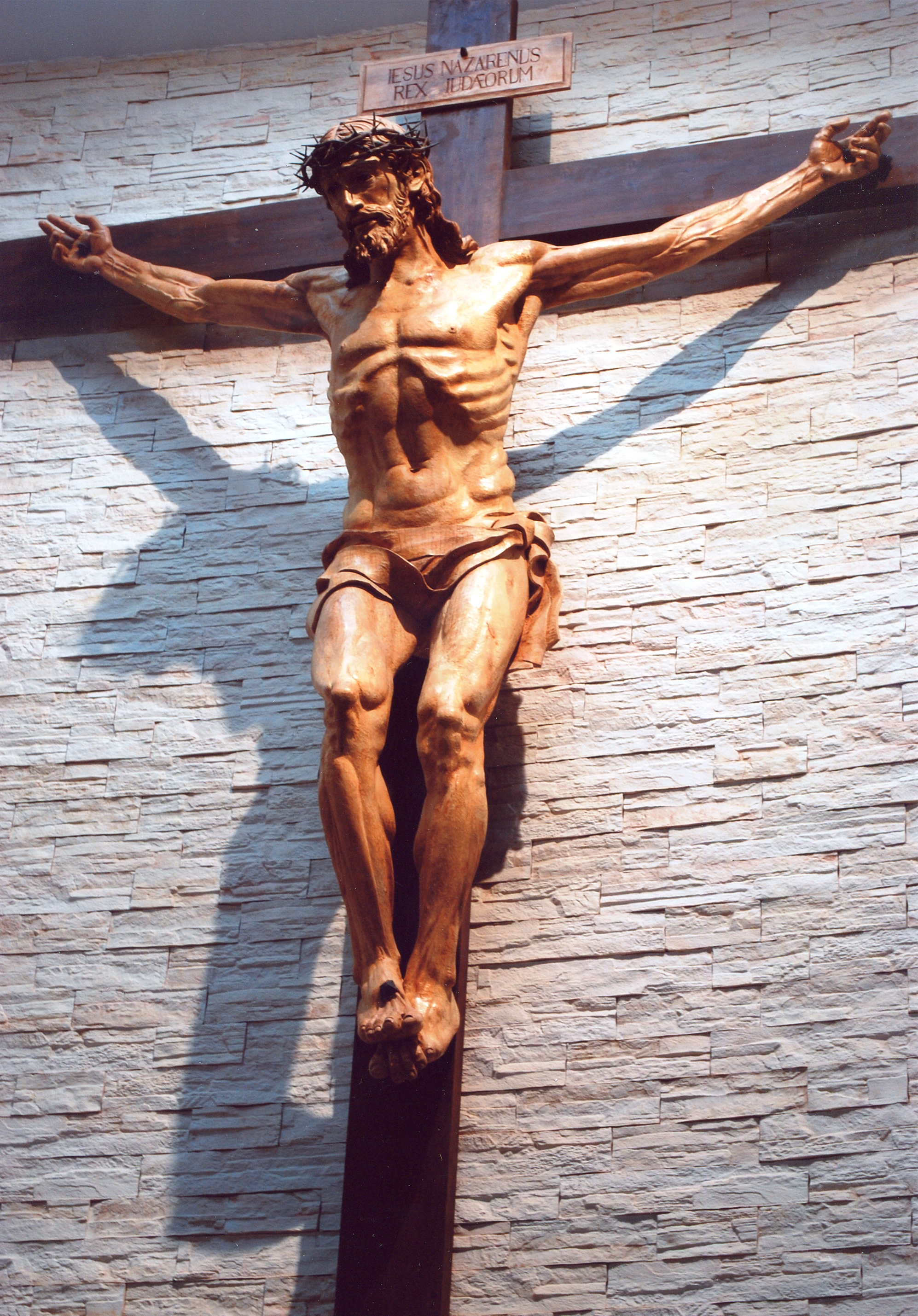
Cristo crucificado, 2009, Paroisse de Saint Louis l'Evêque (Valence).
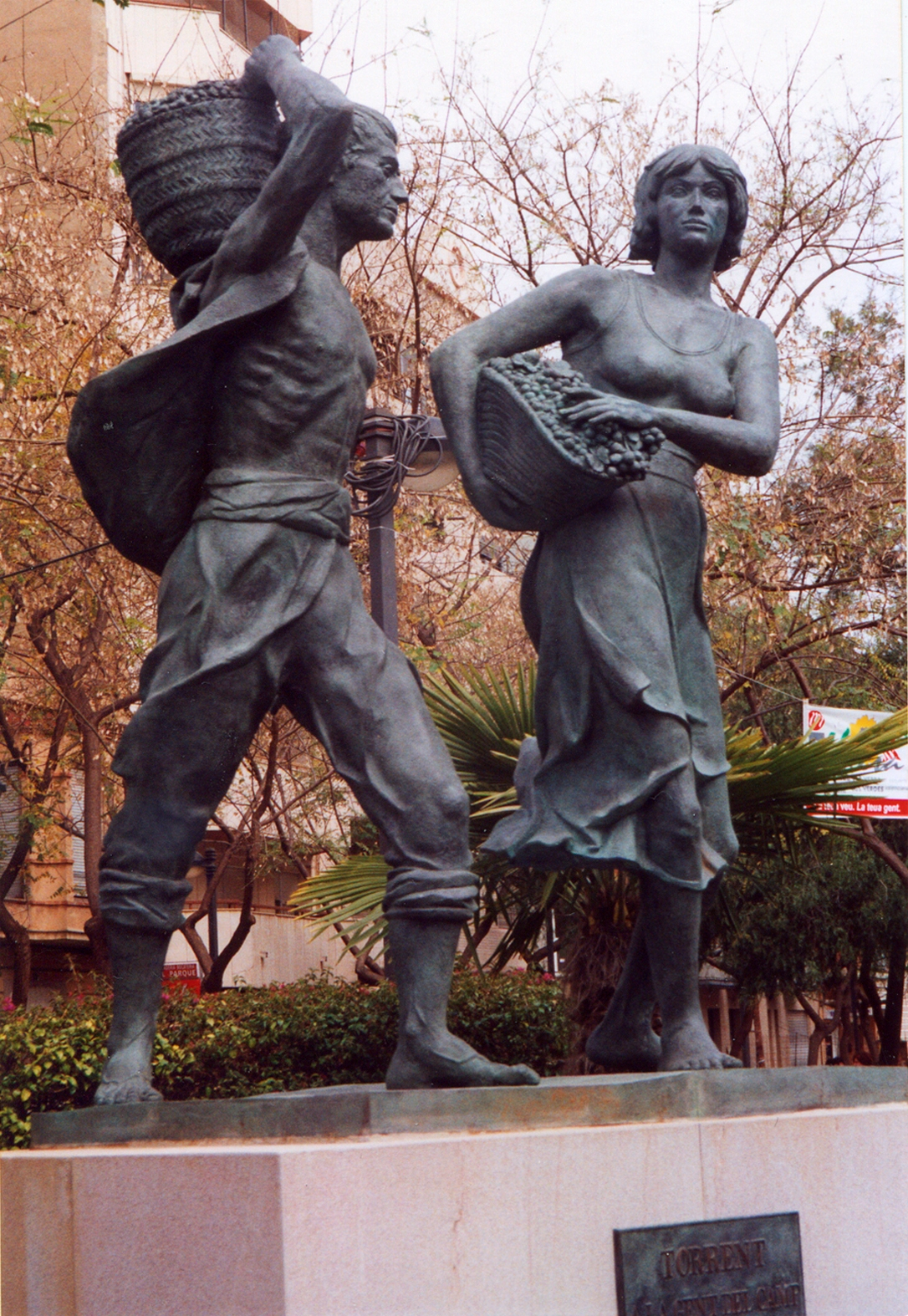
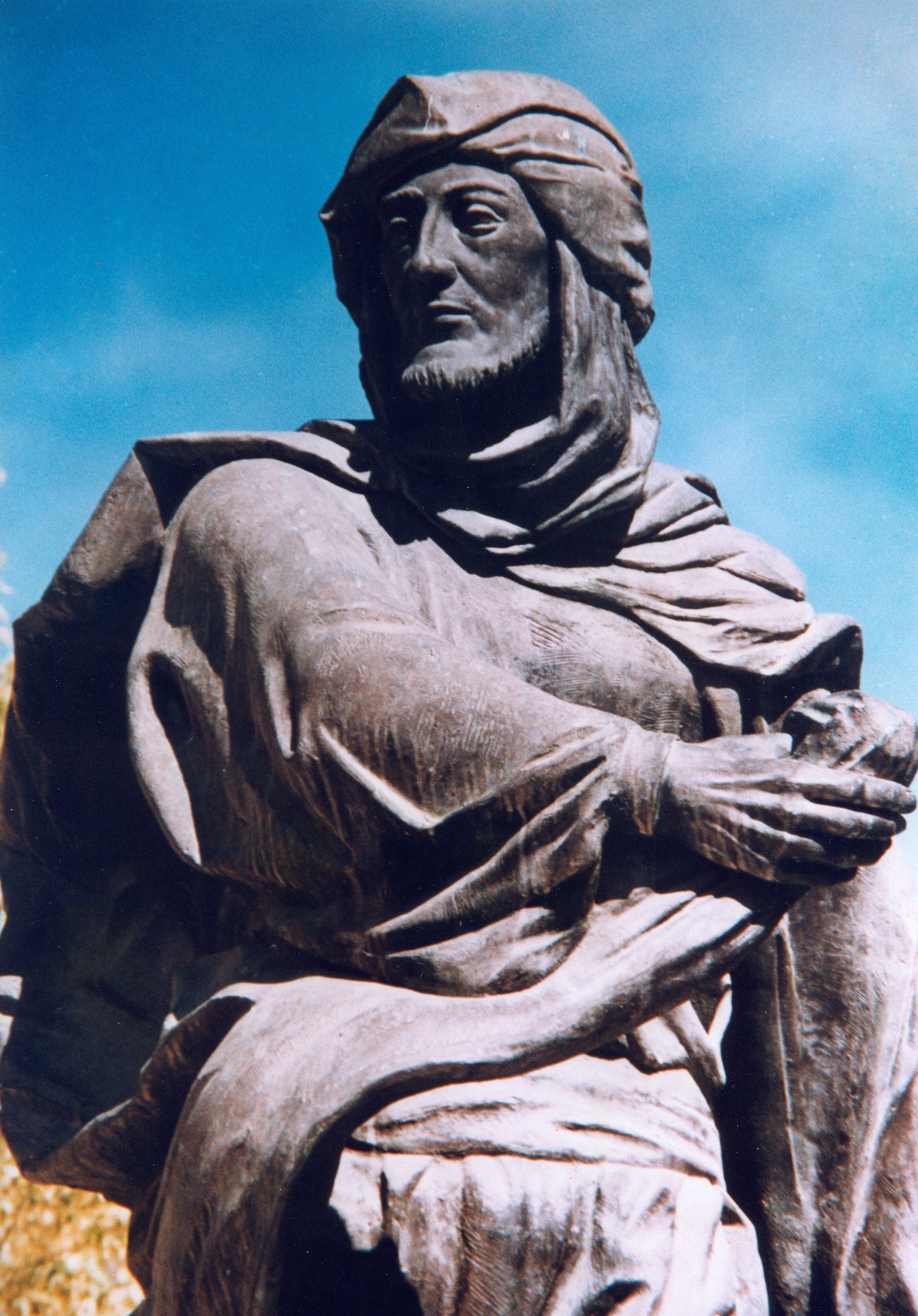
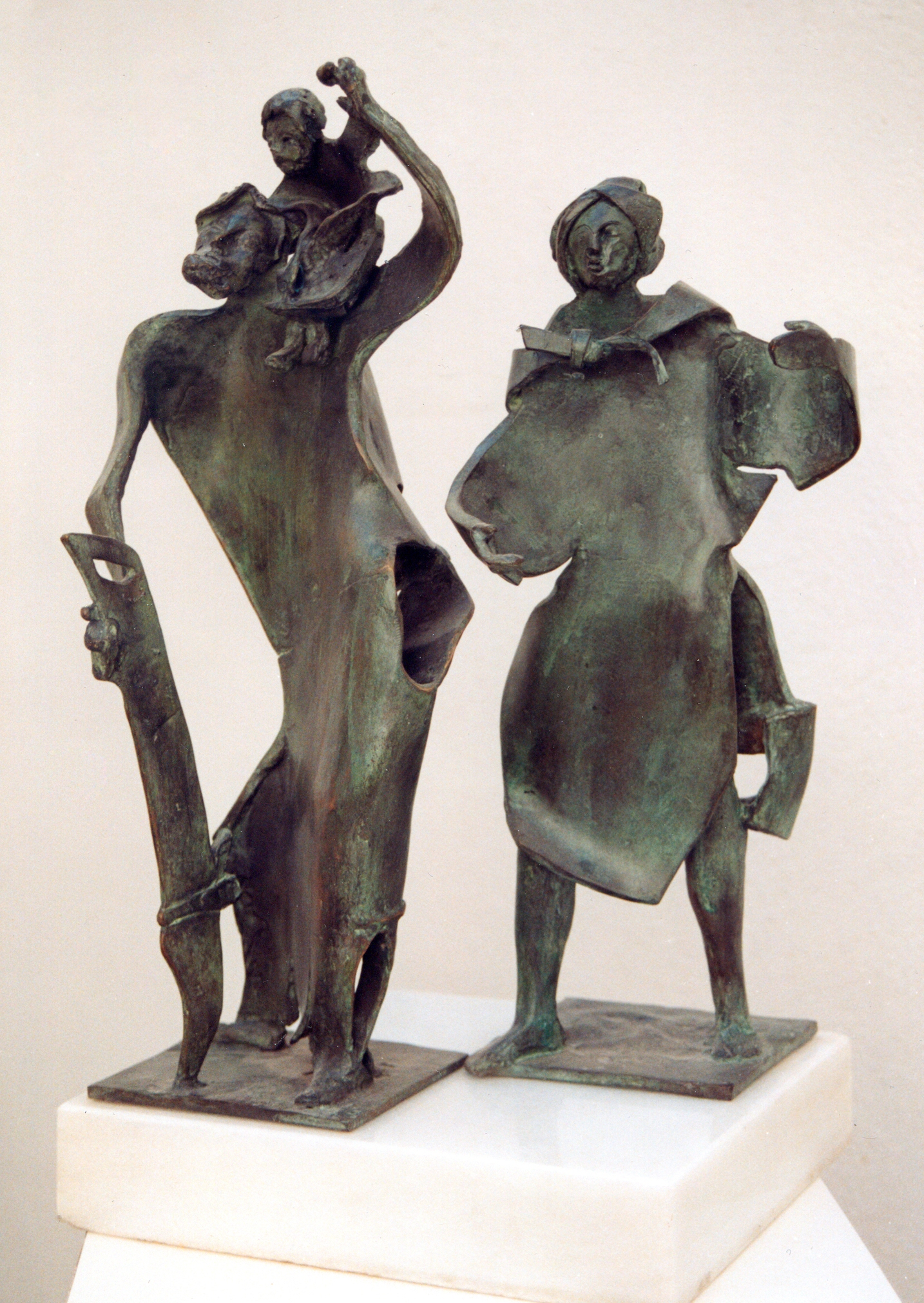
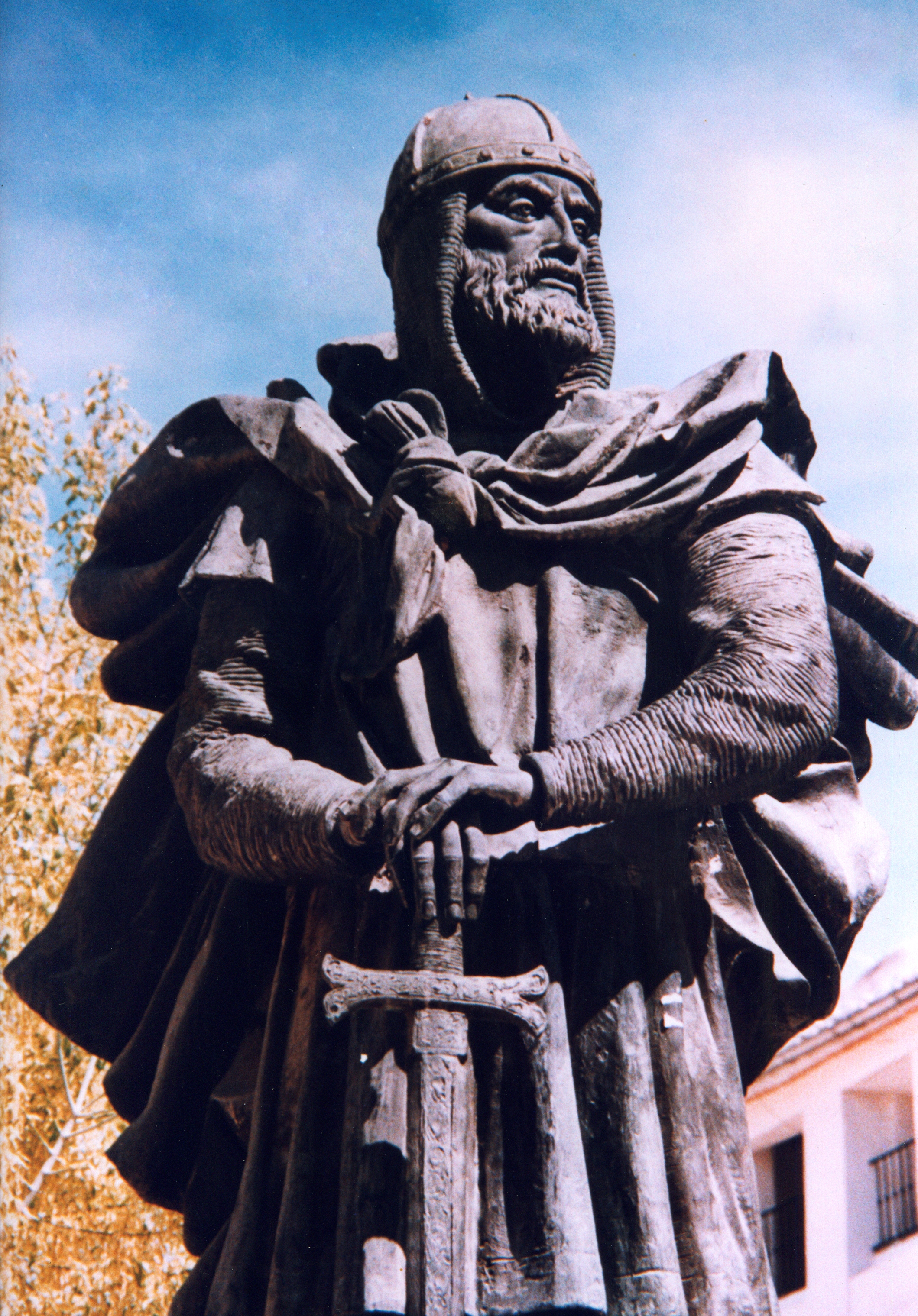
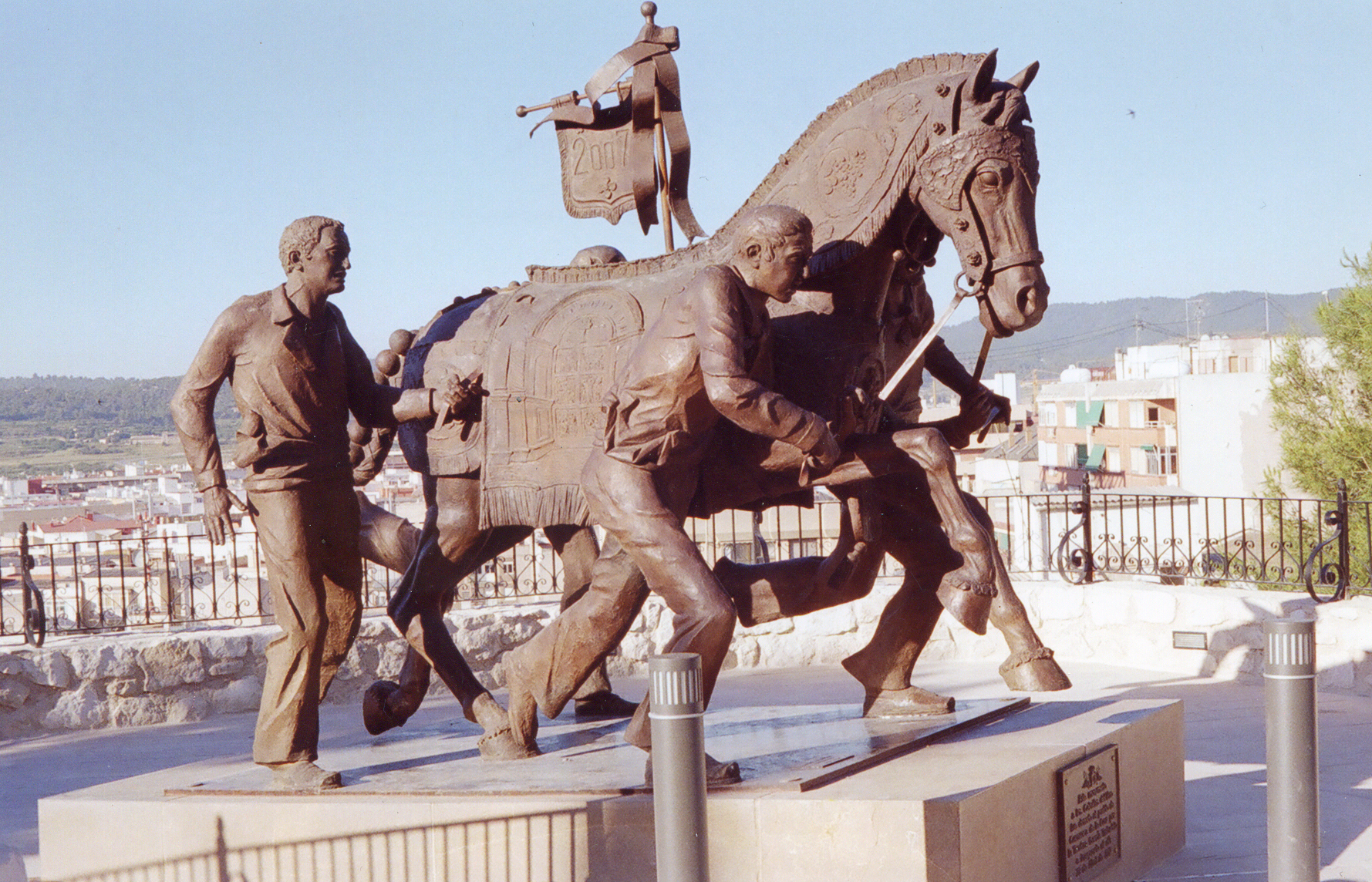
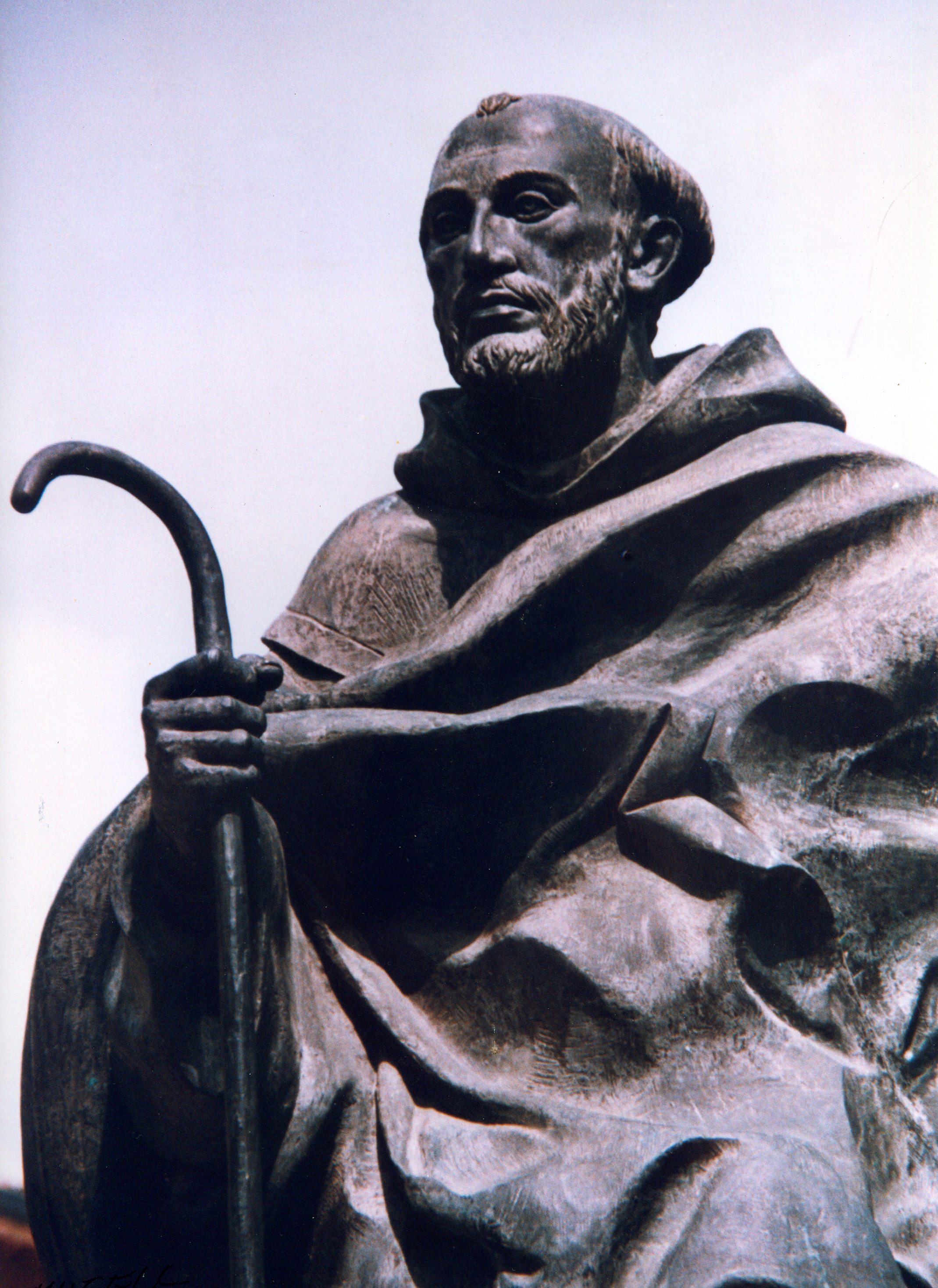
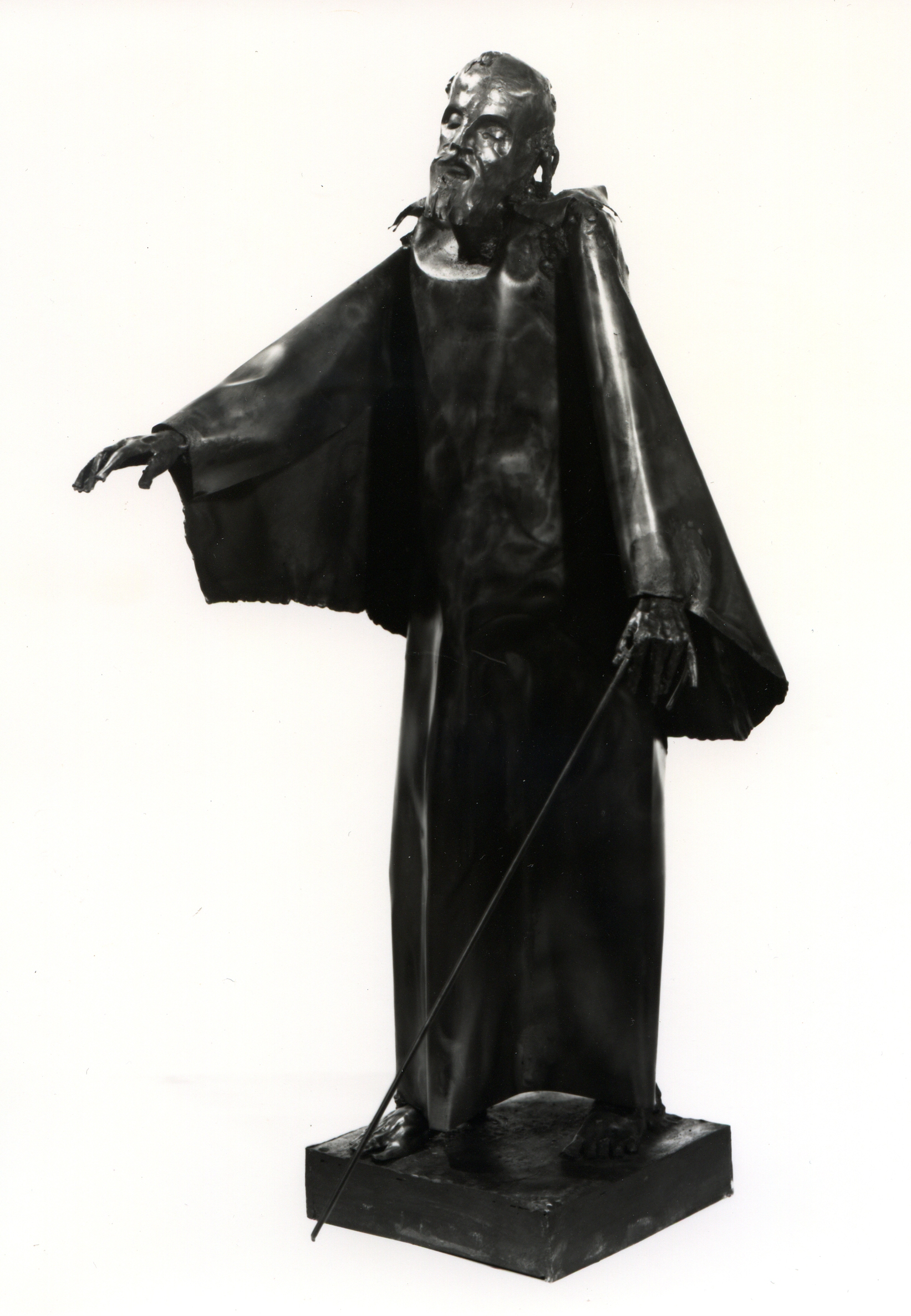
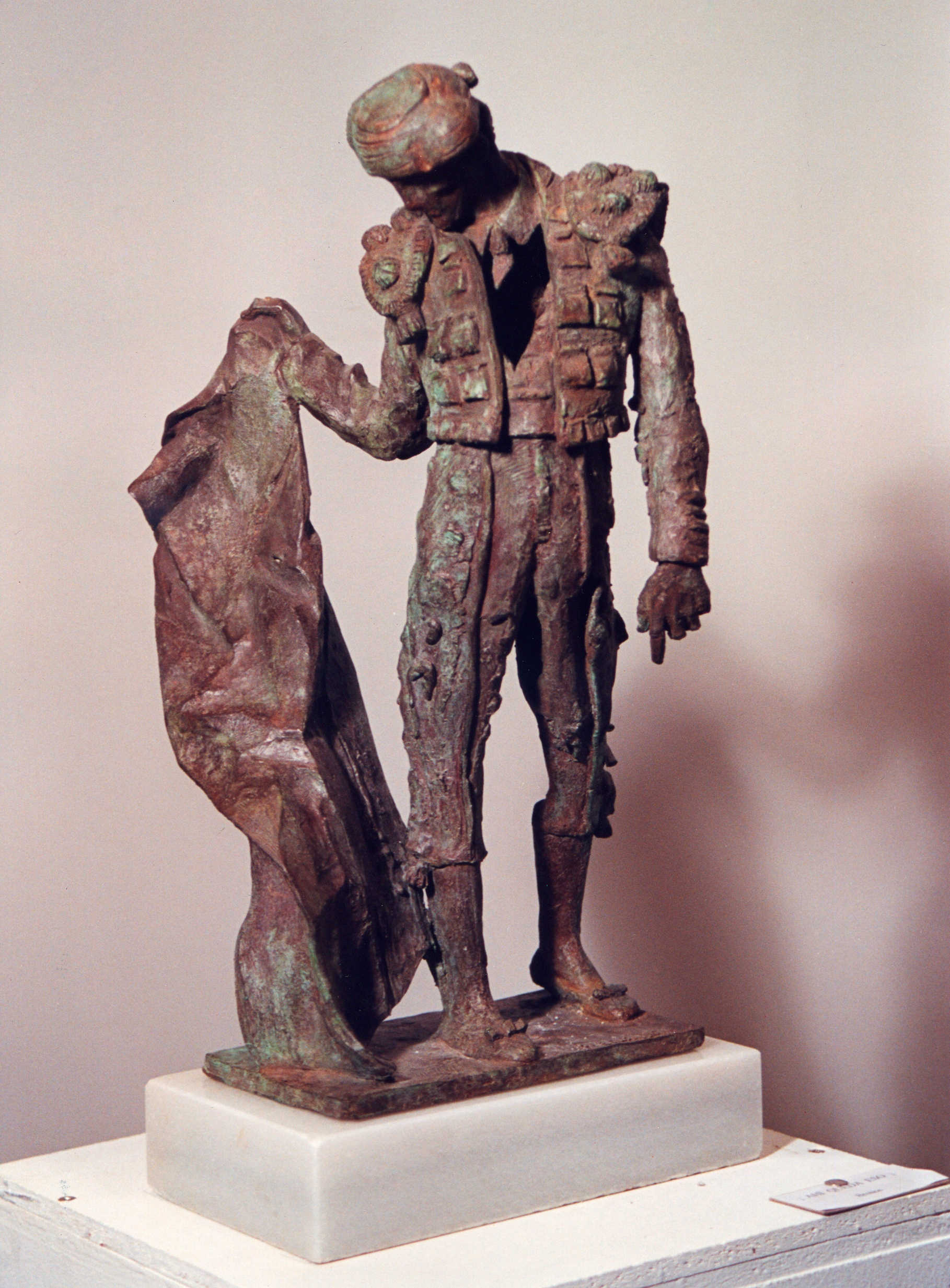
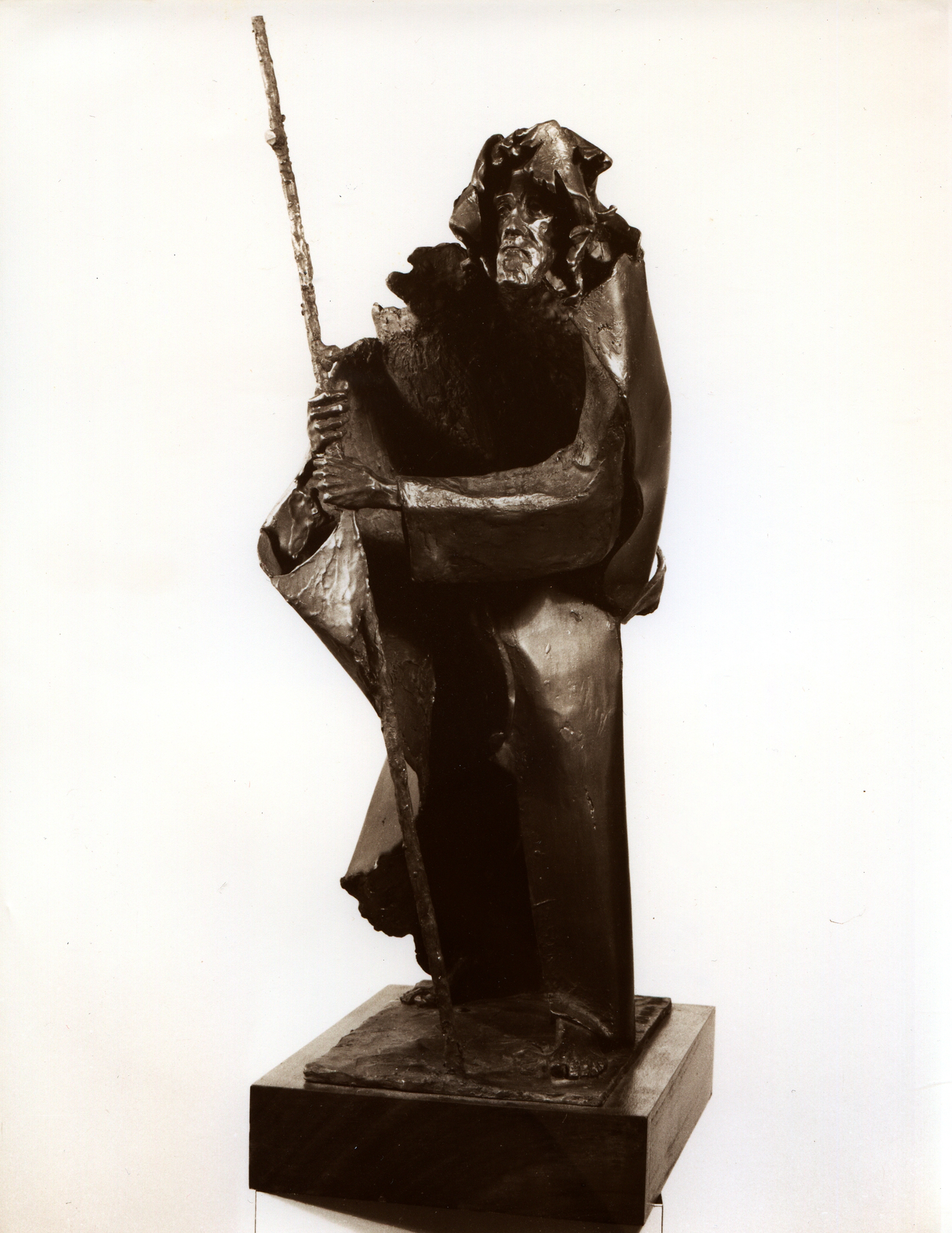
El caminante, 1980. Collection privée de l'artiste.